# ザ・ベスト・バンド
『ザ・ベスト・バンド』（原題：The Best Band You Never Heard in Your Life）は、フランク・ザッパが1991年に発表したライブ・アルバム。ザッパは1988年2月から6月にかけてアメリカ東部とヨーロッパでツアーを行い、その時のライブ音源が収録されている。

## 内容
本作に先行してリリースされた『ブロードウェイ・ザ・ハード・ウェイ』（1988年）や次作『メイク・ア・ジャズ・ノイズ』（1991年）と共に、1988年のツアーのライブ音源を収録した作品で、本作は主にザッパの古い曲を中心とした内容である。また、カントリー、ロック、クラシック音楽、テレビや映画のテーマ曲のカヴァーも含まれており、レッド・ツェッペリンのカヴァー「天国への階段」はレゲエにアレンジされている。
本作は28曲入りの2枚組CDとして発売されたが、一部のヴァージョンは「ボレロ」が外されて27曲入りとなった。例として1992年にMSIから発売された日本盤CD(MSI-80052/80053)、1995年のヨーロッパ盤再発CD(RCD 10653/54)が挙げられる。

## ジャケット
アメリカやヨーロッパで発売された初回盤CDのジャケットには、バンドのステージ写真が使われていたが、撮影者の許諾が得られないまま使用されていたため、後にステージ写真のあった部分を黒くしたデザインに変更された。2012年のリマスターCDにも、この黒く塗られたジャケットが使用されている。また、カル・シェンケルによるイラスト（「フランク・ザッパ」の当て字で「不乱苦雑派」と書かれている）が使用されたヴァージョンもあり、日本盤は1992年盤(MSI-80052/80053)、1995年盤(VACK 5228/9)ともにシェンケルの描いたジャケットが使用された。

## 評価
François Coutureはオールミュージックにおいて「この時のバンドはとても有能でプロフェッショナルであり、選曲はザッパのキャリアの全範囲にわたっている。簡単に言えば、これはザッパのライブ・アルバムの中でも特に優れた作品の一つである」と評している。また、和久井光司はザッパの後期の最高傑作として本作を挙げている。

## 収録曲
特記なき楽曲はフランク・ザッパ作。

### ディスク1
1. ヘヴィー・デューティー・ジュディー ("Heavy Duty Judy ") - 6:04
  - 公演地：ロッテルダム、ヴュルツブルク
2. リング・オブ・ファイア ("Ring of Fire") (Merle Kilgore, June Carter) - 2:01
  - 公演地：ヴュルツブルク
3. コズミック・デブリス ("Cosmik Debris") - 4:33
  - 公演地：ヴュルツブルク
4. ファインド・ハー・ファイナー ("Find Her Finer") - 2:42
  - 公演地：ミュンヘン
5. フー・ニーズ・ザ・ピース・コープス? ("Who Needs the Peace Corps?") - 2:40
  - 公演地：ミュンヘン、ヴュルツブルク
6. 想い出のサンフランシスコ ("I Left My Heart in San Francisco ") (George C. Cory, Jr., Douglas Cross) - 0:37
  - 公演地：ヴュルツブルク
7. ゾンビー・ウーフ ("Zomby Woof ") - 5:42
  - 公演地：ミュンヘン、ペンシルベニア州アレンタウン
8. ボレロ ("Bolero") (Maurice Ravel) - 5:19
  - 公演地：ロッテルダム
9. ズート・アリュアーズ ("Zoot Allures") - 7:07
  - 公演地：ブライトン
10. ミスター・グリーン・ジーンズ ("Mr. Green Genes") - 3:41
  - 公演地：ストラスブール
11. フロレンティン・ポーゲン ("Florentine Pogen") - 7:11
  - 公演地：ストラスブール、ニューヨーク州ビンガムトン
12. アンディ ("Andy") - 5:52
  - 公演地：ペンシルベニア州アレンタウン、ニューヨーク州ビンガムトン
13. インカ・ローズ ("Inca Roads") - 8:19
  - 公演地：ペンシルベニア州アレンタウン、グルノーブル
14. ソファ#1 ("Sofa #1") - 2:50
  - 公演地：ミュンヘン

### ディスク2
1. 紫の煙 ("Purple Haze") (Jimi Hendrix) - 2:27
  - 公演地：リンツ（サウンドチェック）
2. サンシャイン・オブ・ユア・ラヴ ("Sunshine of Your Love") (Pete Brown, Jack Bruce, Eric Clapton) - 2:31
  - 公演地：リンツ（サウンドチェック）
3. レッツ・ムーヴ・トゥー・クリーヴランド ("Let's Move to Cleveland") - 5:52
  - 公演地：モデナ、グルノーブル
4. ウェン・アイリッシュ・アイズ・アー・スマイリング ("When Irish Eyes Are Smiling") - 0:46
  - 公演地：ニューヨーク州ビンガムトン
5. "ゴッド・ファーザーパートII"のテーマ ("Godfather Part II" Theme") (Nino Rota) - 0:30
  - 公演地：ニューヨーク州ビンガムトン
6. ア・フュー・モーメンツ・ウィズ・ブラザーA.ウエスト ("A Few Moments with Brother A. West") (Brother A. West, Frank Zappa) - 4:01
  - 公演地：ペンシルベニア州フィラデルフィア
7. 拷問は果てしなく パート1 ("The Torture Never Stops Part One") - 5:20
  - 公演地：ロンドン
8. "ボナンザ"のテーマ ("Theme from "Bonanza"") (Ray Evans, Jay Livingston) - 0:29
  - 公演地：ロンドン
9. ロンサム・カウボーイ・バート ("Lonesome Cowboy Burt") - 4:55
  - 公演地：ペンシルベニア州ピッツバーグ
10. 拷問は果てしなく パート2 ("The Torture Never Stops Part Two") - 10:47
  - 公演地：ニュージャージー州ティーネック
11. モア・トラブル・エヴリィ・デイ ("More Trouble Every Day") - 5:29
  - ニューヨーク州ポキプシー
12. ペンギン・イン・ボンディッジ ("Penguin in Bondage") - 5:05
  - ニューヨーク州ポキプシー
13. エリック・ドルフィー・メモリアル・バーベキュー ("The Eric Dolphy Memorial Barbecue") - 9:19
  - 公演地：ニューヨーク州シラキュース、ミシガン州デトロイト、ウィーン
14. 天国への階段 ("Stairway to Heaven") (Jimmy Page, Robert Plant) - 9:20
  - 公演地：ウィーン、フィレンツェ、ロンドン

## 参加ミュージシャン
- フランク・ザッパ - リードギター、シンセサイザー、ボーカル
- アイク・ウィリス - リズムギター、シンセサイザー、ボーカル
- マイク・ケネリー - リズムギター、シンセサイザー、ボーカル
- ボビー・マーティン - キーボード、ボーカル
- スコット・チュニス - エレクトリックベース、ミニ・モーグ
- チャド・ワッカーマン - ドラムス、ボーカル、エレクトロニック・パーカッション
- エド・マン - ヴィブラフォン、マリンバ、エレクトロニック・パーカッション
- ウォルト・ファウラー - トランペット、フリューゲルホルン、シンセサイザー
- ブルース・ファウラー - トロンボーン
- ポール・カーマン - アルト・サックス、ソプラノ・サックス、バリトン・サックス
- アルバート・ウィング - テナー・サックス
- カート・マクゲットリック - バリトン・サックス、バス・サックス、コントラバスクラリネット